# متصورة بطية
متصورة بطية (الاسم العلمي:Plasmodium anasum) هي نوع من الأسناخ الصبغية تتبع جنس المتصورة من فصيلة المتصورات.